# Championnats de Suisse d'escrime 2013
Navigation
Édition précédente Édition suivante
Les championnats de Suisse d'escrime 2013 ont eu lieu en mai 2013 à Châtelaine pour le sabre, à Morges pour le fleuret, et en avril 2014 à Bienne pour l'épée.

## Épreuves
- Épée Dames Individuel
- Épée Hommes Individuel
- Épée Dames Équipes
- Épée Hommes Équipes
- Fleuret Dames Individuel
- Fleuret Hommes Individuel
- Fleuret Hommes Équipes
- Sabre Dames Individuel
- Sabre Hommes Individuel
- Sabre Hommes Équipes

## Classements individuels

### Épée

#### Femmes
- : Laura Staehli - SE Bâle
- : Angela Krieger - FG lucerne
- : Anna Katharina Obrecht - SE Bâle
- : Pauline Bruner - La Chaux-de-Fond

#### Hommes
- : Max Heinzer - SE Bâle
- : Peer Borsky - ZFC Zurich
- : Flurin Gaechter - Bienne
- : Georg Kuhn - ZFC Zurich

### Sabre

#### Femmes
- : Francesca Rushton - Châtelaine
- : Gwenaelle Salamin - Founex
- : Tanja Caserta - FG Lucerne
- : Isabelle Vieli - FG Lucerne

#### Hommes
- : Lothar Winiger - Châtelaine
- : Alessandro Cuozzo Vila - Châtelaine
- : Corentin Pfister - Yverdon-les-bains
- : Nicolas Eretzian - Chatelaine

### Fleuret

#### Femmes
- : Olivia Geisseler - ZFC Zürich
- : Carlotta Cimiotti - SA Lugano
- : Clotilde Deu - SA Lugano
- : Claire Zuppinger - CE Morges

#### Hommes
- : Jonathan Doenz - CE Morges
- : Jean-Sébastien Luy - CA Lausanne
- : Samuel Campiche - CA Lausanne
- : Aymeric Sevstre - CA Lausanne

## Classements équipes (ligue A)

### Épée

#### Femmes
- : SE Bâle
- : FG Lucerne
- : BFC Bâle

#### Hommes
- : SE Bâle
- : ZFC Zurich
- : Lugano

### Fleuret

#### Hommes
- : Lausanne 1
- : Lausanne 3
- : CE Morges 1